# Asteiidae
Asteiidae Rondani, 1856, è una piccola famiglia di insetti dell'ordine dei Ditteri (Brachycera: Cyclorrhapha: Acalyptratae). Composta da forme prevalentemente saprofaghe, non risulta di alcuna importanza dal punto di vista economico.

## Descrizione
Gli adulti hanno corpo delicato e di piccole dimensioni, lungo 1-3 mm. Il capo è relativamente grande rispetto al resto del corpo, ha profilo laterale isodiametrico alla vista laterale o più o meno marcatamente, mentre alla vista dorsale appare concavo nella regione occipitale. È provvisto di ocelli e grandi occhi composti; questi ultimi occupano gran parte del capo alla vista laterale. La chetotassi è varia, ma in generale tende ad una semplificazione con la riduzione del numero di setole: è sempre presente il paio di setole verticali esterne, mentre possono essere presenti o assenti le setole fronto-orbitali (1-2 paia), le ocellari (un paio), le verticali interne (un paio) e le postocellari (un paio). Queste ultime, se presenti, sono deboli e divergenti o parallele. Vibrisse lunghe, ma chiare e sottili. Le antenne sono caratterizzate dal profilo a zigzag dell'arista, dovuto all'inserzione di peli radi più o meno lunghi. L'apparato boccale è di tipo lambente-succhiante, con labbro inferiore corto e terminante in due labella carnosi.
Il torace è al massimo largo quanto il capo, ha il profilo laterale convesso e presenta anch'esso una chetotassi semplificata. Sul mesonoto sono sempre presenti 1-4 paia di setole dorsocentrali, 1-2 paia di scutellari, un paio di postalari e 1-3 paia di notopleurali. Sono eventualmente presenti, secondo la specie, setole omerali (un paio), postalari presuturali (un paio) e intralari postsuturali (un paio). Le acrosticali sono assenti o composte da peli. Sulle pleure sono presenti setole solo nell'episterno ventrale, in numero di 1-3 per lato. Le zampe sono relativamente corte e sottili e prive di formazioni pilifere caratteristiche.
Le ali sono ialine, relativamente strette e caratterizzate da una venatura semplificata per la riduzione o l'assenza delle nervature posteriori. Il lobo anale è ampio, l'alula poco pronunciata; in alcuni generi (Asteia, Bryania, Lowemyia), l'alula è del tutto assente. La costa si estende fino alla zona apicale, termina alla confluenza di M1+2 e non presenta fratture, ma è meno robusta nel tratto basale fra la vena omerale e il ramo anteriore della radio. La subcosta è breve, poco evidente ed evanescente nel tratto terminale, dove si confonde con R1.
La radio si divide in tre rami. R1 è breve e confluisce sul margine costale entro il terzo prossimale. Il settore radiale è molto breve si divide nei rami R2+3 e R4+5 primo subisce in genere una drastica curvatura e confluisce nel margine costale entro la metà basale, a breve distanza dalla terminazione di R1, oppure, in alcune specie di Leiomyza, si prolunga fino a confluire sul margine costale nel suo terzo distale. Il ramo R4+5 ha invece un andamento approssimativamente rettilineo e percorre la regione remigante per tutta la sua lunghezza fino a confluire sulla costa in posizione subapicale. La media è indivisa ed ha un'ampia concavità, tendendo a convergere in posizione subapicale a breve distanza dalla terminazione di R4+5.
Le nervature posteriori sono ridotte. Nella maggior parte delle specie è presente il solo ramo CuA1, che si interrompe poco prima di raggiungere il margine. Il secondo ramo della cubito (CuA2) e l'anale sono del tutto assenti oppure, in Phlebosotera, sono evanescenti.
Semplificato è anche il sistema di nervature trasversali. La radio-mediale (r-m) è sempre presente ed ha una posizione più prossimale rispetto alla terminazione di R1. La medio-cubitale basale (bm-cu) è sempre assente, la medio-cubitale discale è presente nella maggior parte dei generi (es. Sigaloessa, Astiosoma, Leiomyza) e assente in Asteia, Bryania e Lowemyia. Quando è presente si posiziona entro la metà basale dell'ala. Conseguenza della riduzione della venatura è la semplificazione del sistema di cellule: la prima basale è sempre presente e ad essa si accompagna, nella maggior parte dei generi, una cellula chiusa formata dalla fusione della seconda basale e della discale (bm+dm). La cup è presente solo in Phlebosotera ed è ridotta ad una piccola cellula chiusa poco evidente.
| |            |
| Asteia | Astiosoma  |
| Schemi ricorrenti della nervatura alare degli Asteiidae. Nervature longitudinali: C: costa; Sc: subcosta; R: radio; M: media; Cu: cubito; A: anale. Nervature trasversali: h: omerale; r-m: radio-mediale; dm-cu: medio-cubitale discale. Cellule: br: 1ª basale; bm+dm: 2ª basale fusa con la discale; cup: cellula cup. |            |
| Leiomyza | Phlebotera |
| |            |

L'addome è cilindrico-ovoidale e poco sclerificato. I maschi hanno gli uriti genitali più o meno asimmetrici ed hanno l'edeago asimmetrico e suddiviso in tre parti, di cui quella distale, il distifallo, è molto lunga e sottile, a volte arrotolata. Gli uriti genitali delle femmine non presentano conformazioni particolari.
La larva, a maturità, è lunga 2–3 mm, è apoda, di forma cilindrica e di colore bianco.

## Habitat e biologia
La biologia degli Asteiidae è poco conosciuta ed è limitata ad osservazioni su alcune specie. Gli adulti hanno habitat differenti, secondo la specie, e possono ritrovarsi in ambienti forestali oppure in spazi aperti, fra l'erba e gli arbusti, spesso sui fiori. Un singolare comportamento è stato rilevato da Chandler (1978) negli adulti della specie Astiosoma rufifrons: questi sono attratti facilmente, nelle ore serali, dalla cenere calda della legna bruciata.
Le larve, nelle forme conosciute, mostrano differenti regimi alimentari: il genere Leiomyza comprende specie con larve micetofaghe, in quanto associate ai corpi fruttiferi dei funghi delle Agaricales, mentre il genere Asteia comprenderebbe specie con larve fito-saprofaghe. Secondo Sabrosky (1987), la saprofagia delle larve sarebbe il regime alimentare ricorrente nella famiglia, in particolare sui rifiuti lasciati da altri insetti.

## Filogenesi
In base alla chetotassi cefalica e toracica e alla conformazione del capo, Willi Hennig (1973) metteva in stretta relazione gli Asteiidae con le famiglie Periscelididae, Aulacigastridae e Teratomyzidae; le quattro famiglie erano riunite nel gruppo denominato Periscelididea, nell'ambito della superfamiglia Anthomyzoidea. L'inquadramento di Hennig è stato successivamente discusso e integrato da McAlpine (1989): prendendo in esame il lavoro di Hennig e successivi lavori di altri ditterologi, più o meno divergenti, l'Autore conferma il carattere monofiletico degli originari Periscelididea sensu Hennig integrandovi due nuove famiglie, definite dopo il lavoro di Hennig. Nell'ambito degli Opomyzoidea, che comprendono anche gli Anthomyzoidea sensu Hennig, McAlpine elabora un albero filogenetico composto da quattro clade e colloca i Periscelididea sensu Hennig nel clade degli Asteioinea. All'interno degli Asteioinea distingue due gruppi di famiglie e mette gli Asteiidae in stretta relazione con le famiglie Teratomyzidae e Xenasteiidae, quest'ultima definita nel 1980 da Hardy. L'albero filogenetico degli Opomyzoidea, secondo McAlpine, ha dunque la seguente struttura:
|  | Teratomyzidae                                              |
|  |                                                            |
|  | \| \| Xenasteiidae \| \| \| \| \| \| Asteiidae \| \| \| \| |
|  |                                                            |
|  | Xenasteiidae                                               |
|  |                                                            |
|  | Asteiidae                                                  |
|  |                                                            |

|  | Xenasteiidae |
|  |              |
|  | Asteiidae    |
|  |              |

|  | Teratomyzidae                                              |
|  |                                                            |
|  | \| \| Xenasteiidae \| \| \| \| \| \| Asteiidae \| \| \| \| |
|  |                                                            |
|  | Xenasteiidae                                               |
|  |                                                            |
|  | Asteiidae                                                  |
|  |                                                            |

|  | Xenasteiidae |
|  |              |
|  | Asteiidae    |
|  |              |

|  | Teratomyzidae                                              |
|  |                                                            |
|  | \| \| Xenasteiidae \| \| \| \| \| \| Asteiidae \| \| \| \| |
|  |                                                            |
|  | Xenasteiidae                                               |
|  |                                                            |
|  | Asteiidae                                                  |
|  |                                                            |

|  | Xenasteiidae |
|  |              |
|  | Asteiidae    |
|  |              |

|  | Teratomyzidae                                              |
|  |                                                            |
|  | \| \| Xenasteiidae \| \| \| \| \| \| Asteiidae \| \| \| \| |
|  |                                                            |
|  | Xenasteiidae                                               |
|  |                                                            |
|  | Asteiidae                                                  |
|  |                                                            |

|  | Xenasteiidae |
|  |              |
|  | Asteiidae    |
|  |              |

|  | Teratomyzidae                                              |
|  |                                                            |
|  | \| \| Xenasteiidae \| \| \| \| \| \| Asteiidae \| \| \| \| |
|  |                                                            |
|  | Xenasteiidae                                               |
|  |                                                            |
|  | Asteiidae                                                  |
|  |                                                            |

|  | Xenasteiidae |
|  |              |
|  | Asteiidae    |
|  |              |

|  | Teratomyzidae                                              |
|  |                                                            |
|  | \| \| Xenasteiidae \| \| \| \| \| \| Asteiidae \| \| \| \| |
|  |                                                            |
|  | Xenasteiidae                                               |
|  |                                                            |
|  | Asteiidae                                                  |
|  |                                                            |

|  | Xenasteiidae |
|  |              |
|  | Asteiidae    |
|  |              |

|  | Teratomyzidae                                              |
|  |                                                            |
|  | \| \| Xenasteiidae \| \| \| \| \| \| Asteiidae \| \| \| \| |
|  |                                                            |
|  | Xenasteiidae                                               |
|  |                                                            |
|  | Asteiidae                                                  |
|  |                                                            |

|  | Xenasteiidae |
|  |              |
|  | Asteiidae    |
|  |              |

|  | Teratomyzidae                                              |
|  |                                                            |
|  | \| \| Xenasteiidae \| \| \| \| \| \| Asteiidae \| \| \| \| |
|  |                                                            |
|  | Xenasteiidae                                               |
|  |                                                            |
|  | Asteiidae                                                  |
|  |                                                            |

|  | Xenasteiidae |
|  |              |
|  | Asteiidae    |
|  |              |

|  | Teratomyzidae                                              |
|  |                                                            |
|  | \| \| Xenasteiidae \| \| \| \| \| \| Asteiidae \| \| \| \| |
|  |                                                            |
|  | Xenasteiidae                                               |
|  |                                                            |
|  | Asteiidae                                                  |
|  |                                                            |

|  | Xenasteiidae |
|  |              |
|  | Asteiidae    |
|  |              |

|  | Teratomyzidae                                              |
|  |                                                            |
|  | \| \| Xenasteiidae \| \| \| \| \| \| Asteiidae \| \| \| \| |
|  |                                                            |
|  | Xenasteiidae                                               |
|  |                                                            |
|  | Asteiidae                                                  |
|  |                                                            |

|  | Xenasteiidae |
|  |              |
|  | Asteiidae    |
|  |              |

|  | Teratomyzidae                                              |
|  |                                                            |
|  | \| \| Xenasteiidae \| \| \| \| \| \| Asteiidae \| \| \| \| |
|  |                                                            |
|  | Xenasteiidae                                               |
|  |                                                            |
|  | Asteiidae                                                  |
|  |                                                            |

|  | Xenasteiidae |
|  |              |
|  | Asteiidae    |
|  |              |

|  | Teratomyzidae                                              |
|  |                                                            |
|  | \| \| Xenasteiidae \| \| \| \| \| \| Asteiidae \| \| \| \| |
|  |                                                            |
|  | Xenasteiidae                                               |
|  |                                                            |
|  | Asteiidae                                                  |
|  |                                                            |

|  | Xenasteiidae |
|  |              |
|  | Asteiidae    |
|  |              |

|  | Teratomyzidae                                              |
|  |                                                            |
|  | \| \| Xenasteiidae \| \| \| \| \| \| Asteiidae \| \| \| \| |
|  |                                                            |
|  | Xenasteiidae                                               |
|  |                                                            |
|  | Asteiidae                                                  |
|  |                                                            |

|  | Xenasteiidae |
|  |              |
|  | Asteiidae    |
|  |              |

|  | Teratomyzidae                                              |
|  |                                                            |
|  | \| \| Xenasteiidae \| \| \| \| \| \| Asteiidae \| \| \| \| |
|  |                                                            |
|  | Xenasteiidae                                               |
|  |                                                            |
|  | Asteiidae                                                  |
|  |                                                            |

|  | Xenasteiidae |
|  |              |
|  | Asteiidae    |
|  |              |

|  | Teratomyzidae                                              |
|  |                                                            |
|  | \| \| Xenasteiidae \| \| \| \| \| \| Asteiidae \| \| \| \| |
|  |                                                            |
|  | Xenasteiidae                                               |
|  |                                                            |
|  | Asteiidae                                                  |
|  |                                                            |

|  | Xenasteiidae |
|  |              |
|  | Asteiidae    |
|  |              |

|  | Teratomyzidae                                              |
|  |                                                            |
|  | \| \| Xenasteiidae \| \| \| \| \| \| Asteiidae \| \| \| \| |
|  |                                                            |
|  | Xenasteiidae                                               |
|  |                                                            |
|  | Asteiidae                                                  |
|  |                                                            |

|  | Xenasteiidae |
|  |              |
|  | Asteiidae    |
|  |              |

## Sistematica
La famiglia, descritta da Rondani nel 1856 con il nome Asteina, fu rinominata da Loew (1861) con l'attuale denominazione. Nel corso della storia della tassonomia dei Ditteri, diversi Autori considerarono gli Asteiidae vicini ai Drosophilidae. Hennig (1971) propose un differente inquadramento sistematico, mettendo la famiglia in relazione con i Periscelididae.
La suddivisione sistematica della famiglia fu trattata da Sabrosky (1956) che propose la ripartizione in due sottofamiglie, Asteiinae e Sigaloessinae. La prima era caratterizzata dall'assenza dell'alula e della vena medio-cubitale discale, la seconda dalla presenza di questi caratteri e di una frangia di peli in corrispondenza del margine dell'alula. La ricorrenza di questi caratteri, tuttavia, non si verifica in alcuni generi. Peraltro, gli studi sulle relazioni filogenetiche fra i generi della famiglia hanno messo in evidenza l'infondatezza della suddivisione di Sabrosky, perciò attualmente si prende in considerazione solo la ripartizione in generi.
Nel complesso, la famiglia è composta da circa 130 specie ripartite fra dieci generi, di cui Asteia ne comprende circa la metà:
- Anarista Papp, 1972: quattro specie
- Asteia Meigen, 1830 (=Asteimyia, Chaetastia, Eisentrautius, Plocastia): 69 specie, ripartite fra i sottogeneri Asteia (Asteia) e Asteia (Subanarista)
- Astiosoma Duda, 1927: nove specie
- Bahamia Sabrosky, 1957: una specie
- Bryania Aldrich, 1931: una specie
- Leiomyza Macquart, 1935: sette specie
- Loewimyia Sabrosky, 1943: tre specie
- Phlebosotera Duda, 1927: 18 specie
- Tucumyia Sabrosky, 1956: quattro specie
- Sigaloessa Loew, 1866 (=Crepidohamma): 16 specie

## Fossili
In letteratura è citato il ritrovamento di quattro fossili, attribuiti alla famiglia degli Asteiidae, di cui solo uno appartenente ad un genere estinto, Succinasteia. Succinasteia carpenteri Hennig, 1969, è stato ritrovato nell'ambra baltica e risale a cavallo fra l'Eocene e l'Oligocene.
Altri due fossili appartengono rispettivamente ai generi esistenti Loewimyia e Asteia ma non sono stati classificati. Ritrovati nell'ambra dominicana, risalgono all'inizio del Miocene.
Infine, un quarto fossile, molto più recente, risale all'Olocene e fu classificato con il nome Asteia magnifica Meunier, 1910. Si ritiene tuttavia che il fossile appartenga ad una specie afrotropicale ancora esistente.

## Distribuzione
Malgrado il limitato numero di specie, gli Asteiidae sono una famiglia cosmopolita, rappresentata in tutte le regioni zoogeografiche della Terra. Tranne poche eccezioni, ogni specie ha un areale ristretto e circoscritto ad una sola ecozona. Una particolarità di questa famiglia è l'ampia diffusione della maggior parte dei generi che, pur avendo poche specie, sono presenti in diverse regioni. La distribuzione delle specie dei singoli generi nel pianeta è riassunta nella seguente tabella:
|              | AF | AU | NE | NT | OR | PA | Altre distribuzioni                                       |
| ------------ | -- | -- | -- | -- | -- | -- | --------------------------------------------------------- |
| Anarista     | 4  |    |    |    |    |    |                                                           |
| Asteia       | 6  | 23 | 2  | 10 | 9  | 18 | afrotropicale-australasiana (1)                           |
| Astiosoma    |    | 1  | 4  | 1  | 2  | 1  |                                                           |
| Bahamia      |    |    |    | 1  |    |    |                                                           |
| Bryania      |    | 1  |    |    |    |    |                                                           |
| Leiomyza     |    | 1  | 3  |    |    | 2  | oloartica (1)                                             |
| Loewimyia    |    | 1  |    | 2  |    |    |                                                           |
| Phlebosotera | 4  |    | 3  | 1  |    | 10 |                                                           |
| Tucumyia     |    |    |    | 4  |    |    |                                                           |
| Sigaloessa   |    | 1  | 2  | 10 |    |    | australasiana-neotropicale (1), neartica-neotropicale (2) |

In Europa sono presenti i quattro generi paleartici: Astenia, con nove specie, Leiomyza e Phlebosotera, ciascuno con quattro specie, Astiosoma con una sola specie. Per l'Italia sono segnalate solo due specie: la comune Asteia amoena, assente solo in Sardegna, e Leiomyza dudai, presente al Nord.